# シャルロット・ド・ロアン (1767-1841)
シャルロット＝ルイーズ＝ドロテ・ド・ロアン（Charlotte-Louise-Dorothée de Rohan, 1767年10月25日 - 1841年5月1日）は、ブルボン朝末期フランスの貴族女性。フランス革命後、王家分枝ブルボン＝コンデ家の次期後継者だったアンギャン公爵の恋人となり、秘密結婚したとされる。

## 生涯
ロシュフォール公シャルル＝ジュール＝アルマン・ド・ロアンとその妻のマリー＝アンリエット・ドルレアン＝ロトラン（1744年 - 1820年?）の間の第3子・長女。洗礼の代父は従叔父のルイ＝ルネ＝エドゥアール・ド・ロアン枢機卿。上流貴族の娘が入るパントモン修道院に預けられて教育を受けた。
1788年、一族の重鎮マルサン夫人及び駐ポルトガル大使ボンベル侯爵の紹介で、ポルトガル最高位の貴族、第5代カダヴァル公爵ミゲル・アルヴァレス・ペレイラ・デ・メロ（1765年 - 1808年）との縁談が舞い込むが、外国生活を嫌ってこれを拒んだ。
フランス革命が起きると、父と共にドイツのヴォルムスに、ついでエッテンハイムに避難した。同じくエッテンハイムで亡命生活を送る王族のアンギャン公ルイと恋仲になったが、エミグレ軍の1つコンデ軍を指揮するアンギャン公の祖父のコンデ公は、孫を外国王室と縁組させることで外国からの軍事的・経済的支援を得ようと考えており、シャルロットとの結婚を許さなかった。
1801年のリュネヴィルの和約締結に伴いコンデ軍を含むエミグレ軍が解散し、祖父コンデ公がロンドンに亡命した際、アンギャン公はシャルロットの住むエッテンハイムに留まった。1803年11月シャルロットとアンギャン公は秘密裏に結婚したとされるが、婚姻を証拠立てる公文書は一切存在しない。また、アンギャン公の父ブルボン公爵と祖父コンデ公は、アンギャン公の秘密結婚の噂を全く信じなかった。
アンギャン公は1804年3月15日、国境侵犯してエッテンハイムを襲ったフランス共和国政府の憲兵隊に逮捕・拉致され、冤罪を着せられ、3月21日ヴァンセンヌ城で銃殺刑に処された。シャルロットはスウェーデン王グスタフ・アドルフに陳情し、駐仏スウェーデン大使館を通じて公爵の死の詳細を聞き出した。その後、ハンガリーに移住、王政復古後の1816年フランスに帰国し、1841年に死んだ。

## 引用・脚注
1. ↑  Charlotte Louise Dorothee(1767-1841),Genealogy.euweb.Rohan5.
2. 1 2  パストゥール、P48。
3. ↑  パストゥール、P65。
4. ↑  パストゥール、P86。
5. ↑  パストゥール、P88。
6. ↑  パストゥール、P108。
7. ↑  パストゥール、P111。
8. 1 2 3  パストゥール、P174。
9. ↑  パストゥール、P176。
10. 1 2  パストゥール、P304。